# Liste der denkmalgeschützten Objekte in Pöllau (Steiermark)
Die Liste der denkmalgeschützten Objekte in Pöllau enthält die 13 denkmalgeschützten, unbeweglichen Objekte der Gemeinde Pöllau im steirischen Bezirk Hartberg-Fürstenfeld.

## Denkmäler
| Foto |                 | Denkmal                                                                               | Standort                                            | Beschreibung | Metadaten |
| ---- | --------------- | ------------------------------------------------------------------------------------- | --------------------------------------------------- | --- | --- |
| ja   | Datei hochladen | Bildstock HERIS-ID: 69078 Objekt-ID: 82124                                            | bei Am alten Feuerwehrplatz 109 Standort KG: Pöllau | Nördlich vom Stift, dreiseitig mit Fresken von 1776. | BDA-Hist.: Q38121405 Status: § 2a Stand der BDA-Liste: 2025-06-30 Name: Bildstock GstNr.: 420/3 Wayside shrine (Pöllau, Feuerwehrplatz)                                                              |
| ja   | Datei hochladen | Mariensäule HERIS-ID: 69011 Objekt-ID: 82056                                          | bei Hauptplatz 2 Standort KG: Pöllau                | An der gegen den Stiftsbereich geöffneten Nordseite des Hauptplatzes gelegen. Wappen von Propst Maister; errichtet 1681, restauriert (unter anderem) 1956. | BDA-Hist.: Q38121279 Status: § 2a Stand der BDA-Liste: 2025-06-30 Name: Mariensäule GstNr.: 420/2 Mariensäule Pöllau                                                                                 |
| ja   | Datei hochladen | Pranger HERIS-ID: 68999 Objekt-ID: 82044                                              | Hauptplatz 3 Standort KG: Pöllau                    | In die Frontmauer des Rathauses eingelassener kantonierter Steinpfeiler mit Kapitell und Pyramidenstumpf, errichtet um 1600. | BDA-Hist.: Q38121227 Status: § 2a Stand der BDA-Liste: 2025-06-30 Name: Pranger GstNr.: .90 Pranger (Pöllau)                                                                                         |
| ja   | Datei hochladen | Rathaus HERIS-ID: 51746 Objekt-ID: 57501                                              | Hauptplatz 3 Standort KG: Pöllau                    | Im Kern aus dem 16./17. Jahrhundert. Spätbarocker Volutengiebel; secessionistische Malerei (aus der Zeit um 1913) im Obergeschoß. Gebäude restauriert (unter anderem) 1959. | BDA-Hist.: Q38047342 Status: § 2a Stand der BDA-Liste: 2025-06-30 Name: Rathaus GstNr.: .90 Rathaus Pöllau                                                                                           |
| ja   | Datei hochladen | Brunnen HERIS-ID: 69010 Objekt-ID: 82055                                              | bei Hauptplatz 10 Standort KG: Pöllau               | | BDA-Hist.: Q38121269 Status: § 2a Stand der BDA-Liste: 2025-06-30 Name: Brunnen GstNr.: 420/2 Kaiser Franz Josef Jubiläums-Brunnen, Pöllau                                                           |
| ja   | Datei hochladen | Bürgerhaus HERIS-ID: 37362 Objekt-ID: 36478                                           | Lamberggasse 26 Standort KG: Pöllau                 | Werk des Bau-, Maurer- und Tischlermeisters Remigius Horner (1670–1750). Bildet den südlichen Abschluss der Gasse: zweigeschoßig über hakenförmigem Grundriss, im Kern 17. Jahrhundert, Fassadengliederung aus dem 18., Zubauten aus dem 19. Jahrhundert.                                                                                      | BDA-Hist.: Q37975230 Status: Bescheid Stand der BDA-Liste: 2025-06-30 Name: Bürgerhaus GstNr.: 169/7                                                                                                 |
| ja   | Datei hochladen | Nepomukkapelle HERIS-ID: 69088 Objekt-ID: 82134                                       | bei Märzgasse 120 Standort KG: Pöllau               | Figur des heiligen Johannes Nepomuk aus dem 18. Jahrhundert. | BDA-Hist.: Q38121444 Status: § 2a Stand der BDA-Liste: 2025-06-30 Name: Nepomukkapelle GstNr.: 421/2 Nepomukkapelle in Pöllau, Austria                                                               |
| ja   | Datei hochladen | Bildstock HERIS-ID: 69111 Objekt-ID: 82157                                            | bei Ortenhofenstraße 88 Standort KG: Pöllau         | | BDA-Hist.: Q38121475 Status: Bescheid Stand der BDA-Liste: 2025-06-30 Name: Bildstock GstNr.: 54/2 Wayside shrine (Pöllau, Ortenhoferstraße)                                                         |
| ja   | Datei hochladen | Anlage ehem. Augustiner-Chorherrenstift HERIS-ID: 80869 Objekt-ID: 94624              | Schloss 1 Standort KG: Pöllau                       | Hans von Neuberg, der damalige Besitzer der Burg und des Marktes Pöllau, verfügte im Jahr 1482 in seinem Testament, die Burg nach seinem Tod in ein Augustiner-Chorherrenstift umzuwidmen. Ab 1677 wurde die ehemalige Burg abgerissen und der Um- und Neubau des Stiftes durchgeführt. Ende des 18. Jahrhunderts wurde das Stift aufgelassen. | BDA-Hist.: Q2348625 Status: § 2a Stand der BDA-Liste: 2025-06-30 Name: Anlage ehem. Augustiner-Chorherrenstift GstNr.: 1, 2, 3, 4, 5, 7/1, .86/3, .116, .120/1, 6, .86/1, .86/2, .115/4 Stift Pöllau |
| ja   | Datei hochladen | Bildstock, Polzhoferkreuz/Rosenkranzstation HERIS-ID: 69081 Objekt-ID: 82127seit 2013 | Schmiedgasse 267 Standort KG: Pöllau                | | BDA-Hist.: Q38121423 Status: Bescheid Stand der BDA-Liste: 2025-06-30 Name: Bildstock, Polzhoferkreuz/Rosenkranzstation GstNr.: 543/2 Wayside shrine (Pöllau, Schmiedgasse)                          |
| ja   | Datei hochladen | Straßenbrücke, Spitalsbrücke HERIS-ID: 69113 Objekt-ID: 82159                         | bei Grazer Straße 292 Standort KG: Pöllau           | | BDA-Hist.: Q38121485 Status: § 2a Stand der BDA-Liste: 2025-06-30 Name: Straßenbrücke, Spitalsbrücke GstNr.: 411/2, 411/3, 428/1                                                                     |
| ja   | Datei hochladen | Wohnhaus, ehem. Volksschule HERIS-ID: 69572 Objekt-ID: 82656seit 2013                 | Winzendorf 32 Standort KG: Winzendorf               | | BDA-Hist.: Q38122715 Status: Bescheid Stand der BDA-Liste: 2025-06-30 Name: Wohnhaus, ehem. Volksschule GstNr.: 17/4                                                                                 |
| ja   | Datei hochladen | Teichhaus des Augustiner-Chorherrenstiftes Pöllau HERIS-ID: 32190 Objekt-ID: 29254    | Winzendorf 35 Standort KG: Winzendorf               | | BDA-Hist.: Q37946651 Status: Bescheid Stand der BDA-Liste: 2025-06-30 Name: Teichhaus des Augustiner-Chorherrenstiftes Pöllau GstNr.: .49                                                            |